# Малон (Тексас)
Малон (енгл. Malone) је град у америчкој савезној држави Тексас. По попису становништва из 2010. у њему је живело 269 становника.

## Демографија
Према попису становништва из 2010. у граду је живело 269 становника, што је 9 (3,2%) становника мање него 2000. године.
| Група             | 2000.       | 2010.       |
| Белци             | 179 (64,4%) | 179 (66,5%) |
| Афроамериканци    | 54 (19,4%)  | 36 (13,4%)  |
| Азијати           | 0 (0,0%)    | 0 (0,0%)    |
| Хиспаноамериканци | 41 (14,7%)  | 52 (19,3%)  |
| Укупно            | 278         | 269         |